# Ophiolipus
Ophiolipus is een geslacht van slangsterren uit de familie Ophiolepididae. De wetenschappelijke naam van het geslacht werd in 1878 voorgesteld door Theodore Lyman. In de protoloog plaatste hij in het geslacht als enige soort Ophiolipus agassizii, die daarmee automatisch de typesoort werd.

## Soorten
- Ophiolipus agassizii Lyman, 1878
- Ophiolipus granulatus Koehler, 1897
- Ophiolipus levis Koehler, 1904